# Nephrolepis cordifolia
Nephrolepis cordifolia là một loài dương xỉ trong họ Nephrolepidaceae. Loài này được L. C. Presl mô tả khoa học đầu tiên năm 1836.

## Hình ảnh

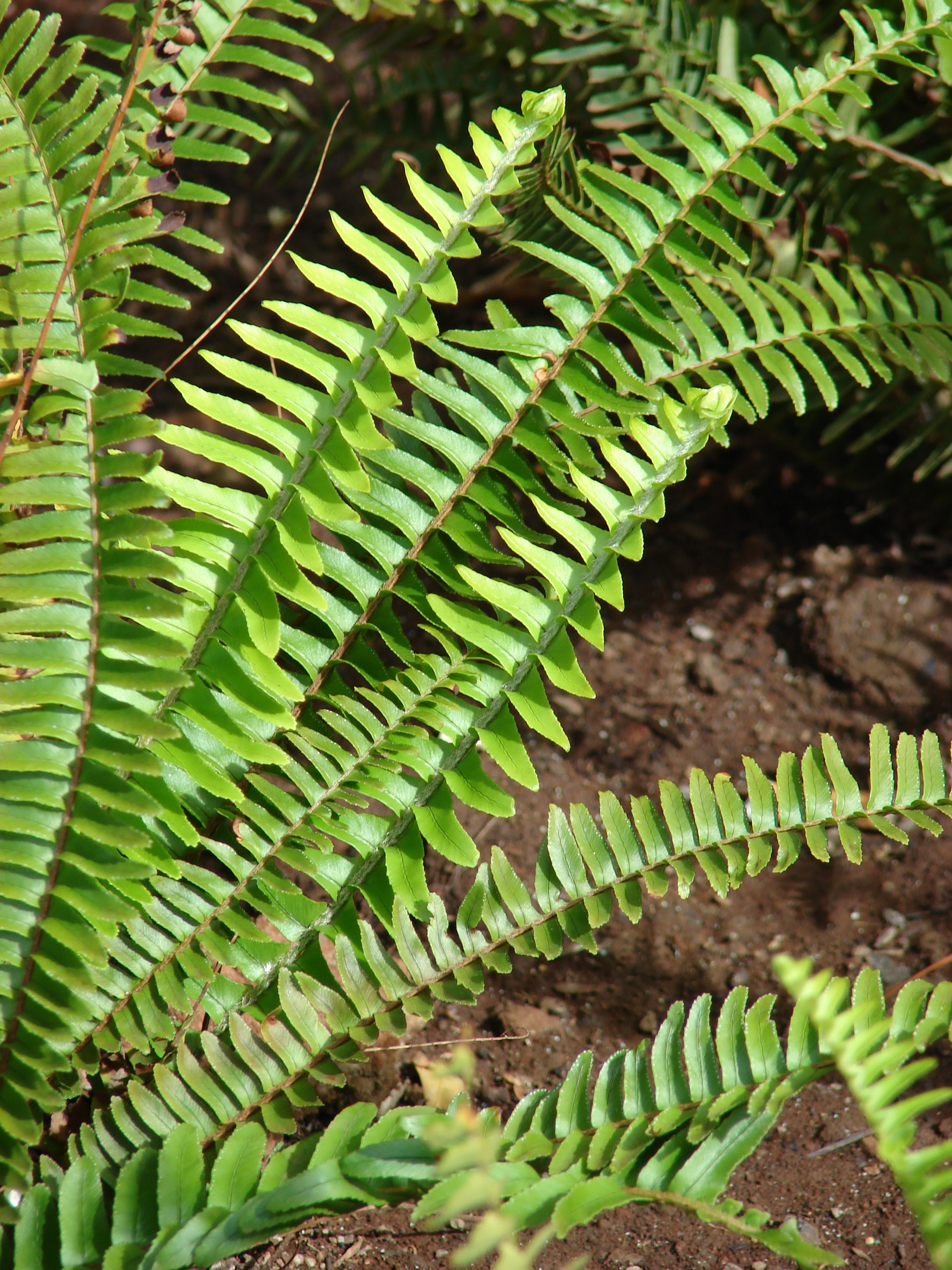
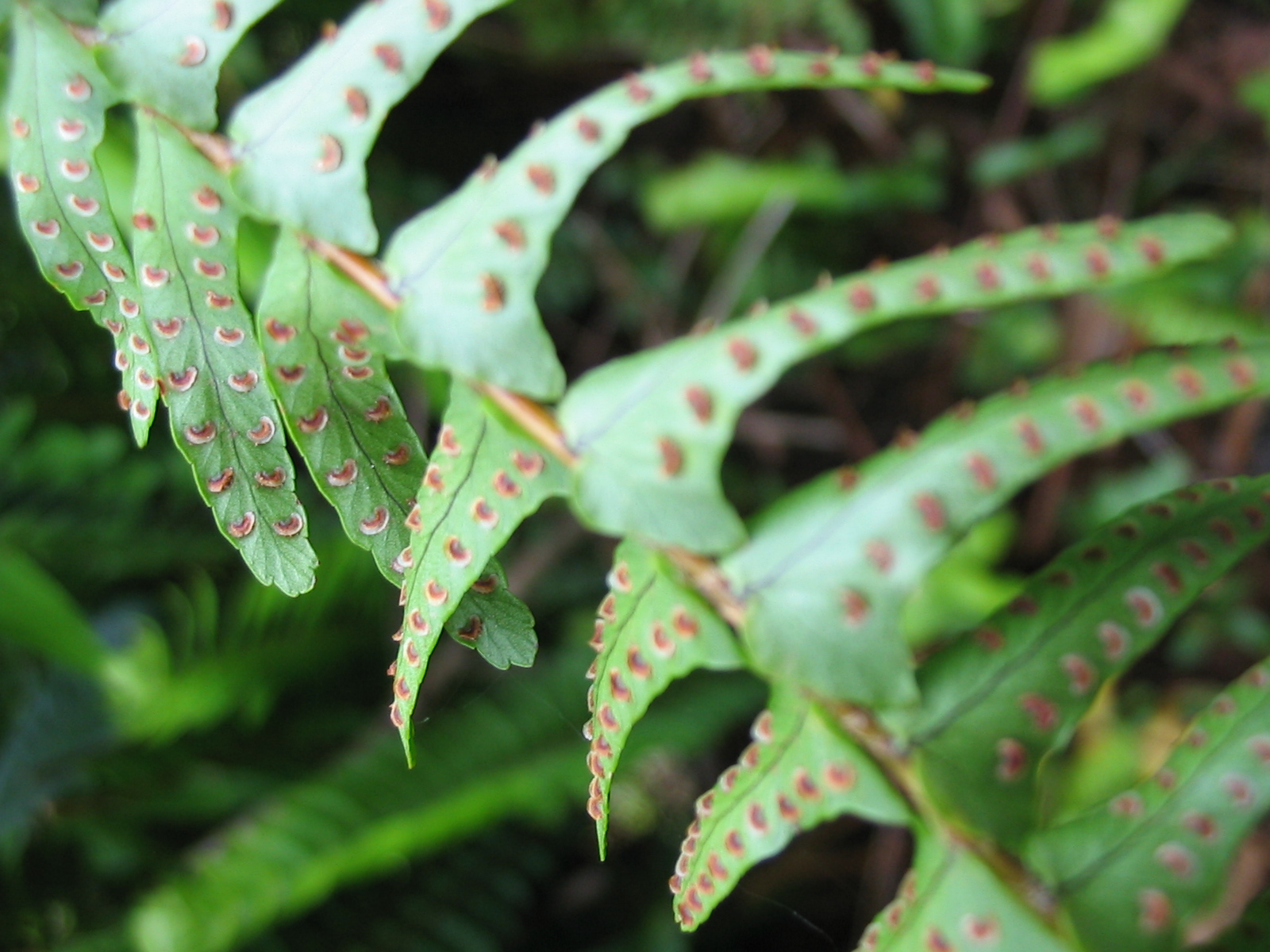
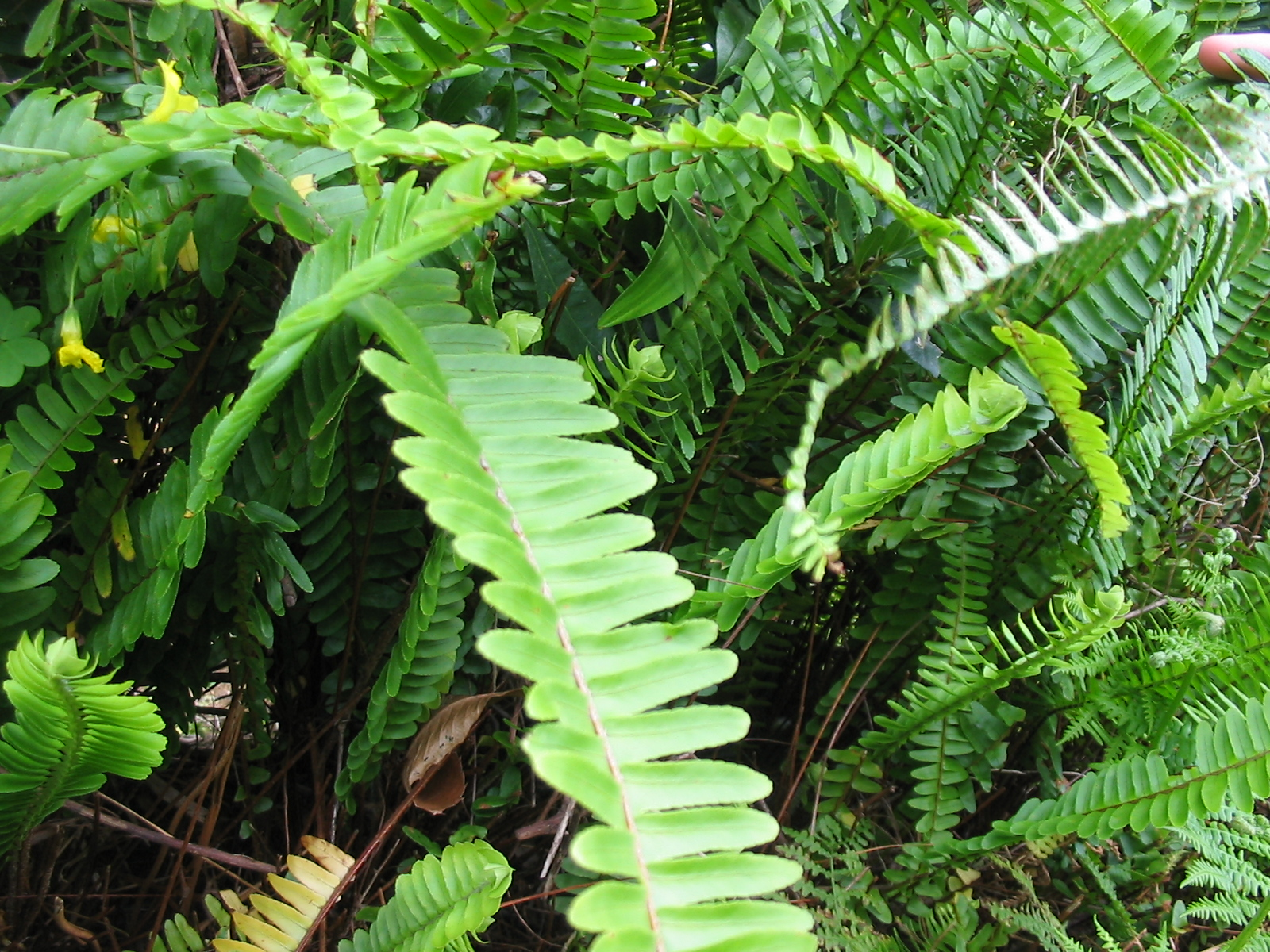
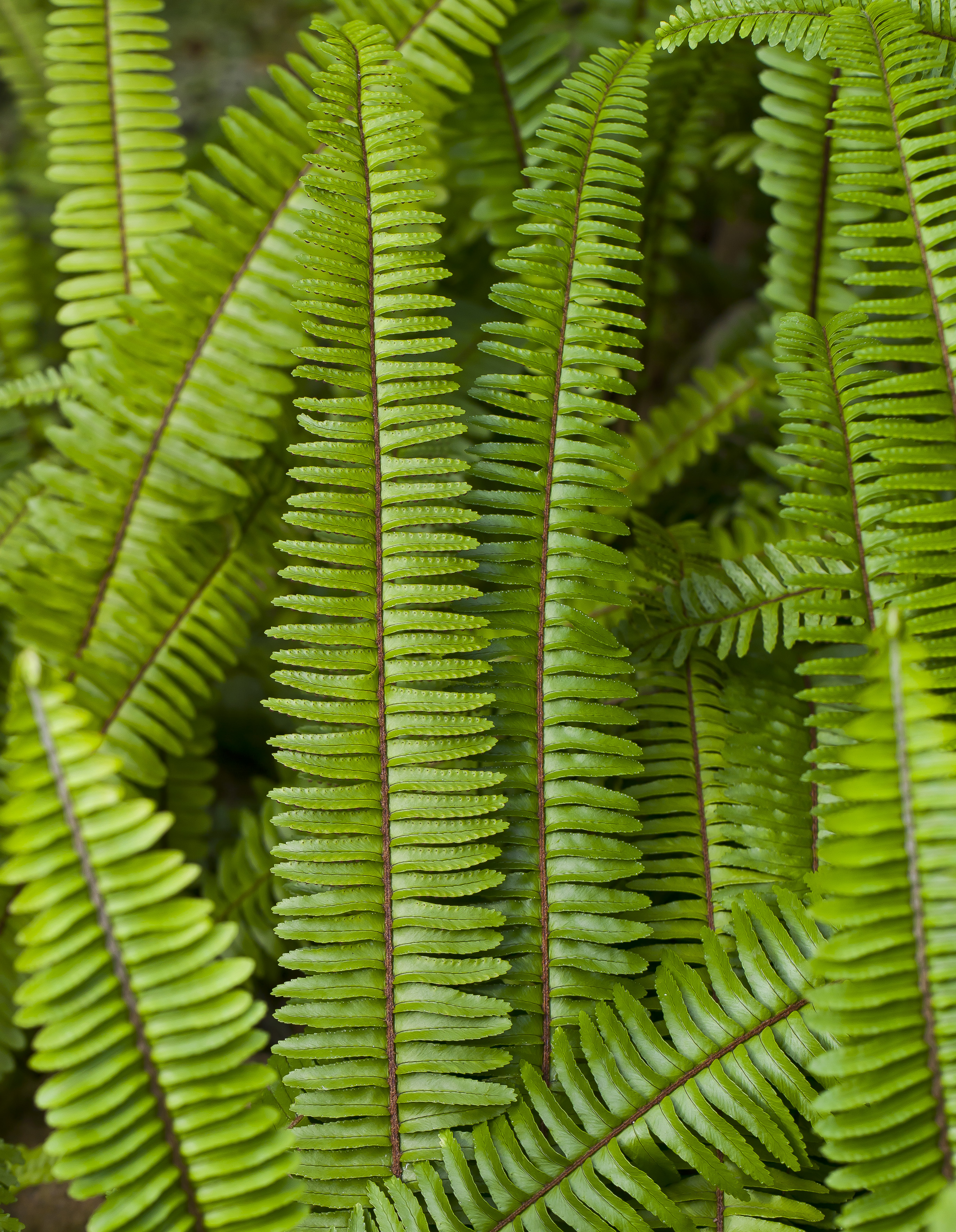